# Балдисеро д'Алба
Балдисѐро д'А̀лба (на италиански: Baldissero d'Alba; на пиемонтски: Baussè, Баусе) е село и община в Северна Италия, провинция Кунео, регион Пиемонт. Разположено е на 380 m надморска височина. Населението на общината е 1053 души (към 2010 г.).